# Escallonia pendula
Escallonia pendula är en tvåhjärtbladig växtart som först beskrevs av Hipólito Ruiz López och Pav., och fick sitt nu gällande namn av Persoon. Escallonia pendula ingår i släktet Escallonia och familjen Escalloniaceae. Utöver nominatformen finns också underarten E. p. humboldtiana.